# Strangalia bilineaticollis
Strangalia bilineaticollis är en skalbaggsart som först beskrevs av Maurice Pic 1915.  Strangalia bilineaticollis ingår i släktet Strangalia och familjen långhorningar.
Artens utbredningsområde är Tibet. Inga underarter finns listade i Catalogue of Life.